# Hạ Long (miasto)
Hạ Long (wymowaⓘ) – miasto w Wietnamie, stolica prowincji Quảng Ninh, nad zatoką Hạ Long.
Hạ Long powstało z połączenia Hon Gai oraz Bai Chay. W 2009 roku liczyło 201 990 mieszkańców.